# Eye Candy (Fernsehserie)
Eye Candy ist eine US-amerikanische Fernsehserie mit Victoria Justice in der Hauptrolle. Produziert wurde die Serie 2014 für den Sender MTV. Sie basiert auf dem gleichnamigen Roman von R. L. Stine und handelt von Lindy Sampson, die beim Onlinedating an einen Stalker gerät, der hinter Serienmorden in Manhattan steckt. Die Erstausstrahlung in den Vereinigten Staaten begann am 12. Januar 2015.

## Handlung
Die technisch begabte Lindy Sampson musste mit ansehen, wie ihre Schwester Sara vor ihren Augen entführt wurde. Lindy beschloss das College zu schmeißen, um ihre Schwester zu suchen.
Drei Jahre sind vergangen und Lindy ist nun eine Hackerin in New York. Sie sucht nach wie vor nach ihrer Schwester und vernachlässigt dadurch ihre Privatleben. Von ihrer Mitbewohnerin Sophia wird Lindy zum Onlinedating überredet. Dabei gerät sie an einen Stalker, der vermutlich hinter einer Reihe von Morden steckt. Gemeinsam mit ihren Freunden aus Hackerkreisen macht sich Lindy auf, um dem Killer das Handwerk zu legen.
Am Ende der ersten Staffel stellt sich heraus, dass Lindys Freund Jake Bolin der Killer ist. Außerdem erfährt Lindy, dass ihre Schwester Sara ihre Entführung vorgetäuscht hat und noch am Leben ist.

## Produktion
Mitte September 2013 hat der US-amerikanische Fernsehsender MTV den Serienpiloten Eye Candy in Auftrag gegeben. Im Oktober 2013 konnte sich Victoria Justice die Hauptrolle der Lindy Sampson sichern. Die männliche Hauptrolle ging am 1. November 2013 an Nico Tortorella. Einige Tage später gingen weitere Hauptrollen an Olesya Rulin, Justin Martin, Harvey Guillen und Lilan Bowden. Die Dreharbeiten zu Piloten fanden vom 11. November bis zum 14. November in Manhattan, New York City, statt.
Am 11. Februar 2014 bestellte der Fernsehsender eine erste Staffel mit 10 Episoden. Jedoch wurde die Pilotfolge erneut gedreht und außer Justice und Guillen alle andern Rollen neu besetzt. Mitte September 2014 wurden Casey Deidrick, John Garet Stoker und Kiersey Clemons für die neuen Hauptrollen gecastet. Die Dreharbeiten zur ersten Staffel fanden zwischen dem 15. September und dem 20. Dezember 2014 in Brooklyn, New York City, statt.
Am 18. April 2015 gab Victoria Justice über ihren Twitter-Account bekannt, dass MTV keine zweite Staffel der Fernsehserie bestellen werde.

## Episodenliste
| Nr. | Deutscher Titel | Originaltitel | Erstausstrahlung USA | Deutschsprachige Erstausstrahlung (—) | Regie           | Drehbuch                        |
| --- | --------------- | ------------- | -------------------- | ------------------------------------- | --------------- | ------------------------------- |
| 1   | —               | K3U           | 12. Jan. 2015        | —                                     | Russell Mulcahy | Christian Taylor & Emmy Grinwis |
| 2   | —               | BRB           | 19. Jan. 2015        | —                                     | Russell Mulcahy | Christian Taylor                |
| 3   | —               | HBTU          | 26. Jan. 2015        | —                                     | Scott Speer     | Meredith Glynn                  |
| 4   | —               | YOLO          | 2. Feb. 2015         | —                                     | Scott Speer     | Deanna Kizis                    |
| 5   | —               | IRL           | 9. Feb. 2015         | —                                     | Nathan Hope     | Robert Port                     |
| 6   | —               | ICU           | 16. Feb. 2015        | —                                     | Nathan Hope     | Emmy Grinwis                    |
| 7   | —               | SOS           | 23. Feb. 2015        | —                                     | David Platt     | Adam Lash & Cori Uchinda        |
| 8   | —               | AMA           | 2. März 2015         | —                                     | David Platt     | Meredith Glynn                  |
| 9   | —               | FYEO          | 9. März 2015         | —                                     | Martha Mitchell | Emmy Grinwis                    |
| 10  | —               | A4U           | 16. März 2015        | —                                     | Martha Mitchell | Christian Taylor                |